# Campanium
| ❮ | System      | Serie       | Stufe         | ≈ Alter (mya) |
| ❮ | später      | später      | später        | jünger        |
| - | ----------- | ----------- | ------------- | ------------- |
| ❮ | K r e i d e | Oberkreide  | Maastrichtium | 66 ⬍ 72       |
| ❮ | K r e i d e | Oberkreide  | Campanium     | 72 ⬍ 83,6     |
| ❮ | K r e i d e | Oberkreide  | Santonium     | 83,6 ⬍ 86,3   |
| ❮ | K r e i d e | Oberkreide  | Coniacium     | 86,3 ⬍ 89,7   |
| ❮ | K r e i d e | Oberkreide  | Turonium      | 89,7 ⬍ 93,9   |
| ❮ | K r e i d e | Oberkreide  | Cenomanium    | 93,9 ⬍ 100,5  |
| ❮ | K r e i d e | Unterkreide | Albium        | 100,5 ⬍ 112,9 |
| ❮ | K r e i d e | Unterkreide | Aptium        | 112,9 ⬍ 126,3 |
| ❮ | K r e i d e | Unterkreide | Barremium     | 126,3 ⬍ 130,7 |
| ❮ | K r e i d e | Unterkreide | Hauterivium   | 130,7 ⬍ 133,9 |
| ❮ | K r e i d e | Unterkreide | Valanginium   | 133,9 ⬍ 139,3 |
| ❮ | K r e i d e | Unterkreide | Berriasium    | 139,3 ⬍ 145   |
| ❮ | früher      | früher      | früher        | älter         |

Das Campanium (im Deutschen häufig verkürzt zu Campan) ist in der Erdgeschichte eine chronostratigraphische Stufe der Oberkreide. Sie begann geochronologisch vor etwa 83,6 Millionen Jahren und dauerte bis vor etwa 72 Millionen Jahren. Das Campanium folgt auf das Santonium und wird vom Maastrichtium abgelöst.

## Namensgebung und Geschichte
Henri Coquand führte die Stufe und den Namen 1857 in die wissenschaftliche Literatur ein, als Typlokalität diente ihm „La Grande Champagne“, ein Höhenrücken bei Aubeterre-sur-Dronne im französischen Département Charente. Seine einstige Typlokalität hat sich mittlerweile jedoch als Maastrichtium herausgestellt.

## Definition und GSSP
Die Untergrenze ist durch das Aussterben der Seelilien-Art Marsupites testudinarius definiert, die obere Grenze durch das Erstauftreten der Ammoniten-Art Pachydiscus neubergicus. Ein GSSP (globale Typlokalität und Typprofil) wurde bisher noch nicht abschließend ratifiziert.

## Untergliederung
Das Campanium kann in die Unterstufen Unter-, Mittel- und Obercampanium unterteilt werden.
Im Tethysbereich werden im Campanium derzeit sechs Ammoniten-Zonen ausgeschieden (von jung nach alt):
- Nostoceras hyatti
- Didymoceras chayennense
- Bostrychoceras polyplocum
- Hoplitoplacenticeras marroti/Hoplitoplacenticeras vari
- Delawarella delawarensis
- Placenticeras bidorsatum

## Faunenentwicklung
Im Campanium erfolgte ein großer Sprung in der Artenvielfalt der Dinosaurier. Von den zu Beginn des Campaniums beispielsweise in Nordamerika gefundenen vier Gattungen stieg die Anzahl der verschiedenen Dinosauriergattungen auf diesem Kontinent bis zum Ende des Campaniums auf 48. Man spricht in Analogie zur Kambrischen Explosion der Artenvielfalt der Tiere im Kambrium von der „Campanischen Explosion“ der Artenvielfalt der Dinosaurier. Es ist aber noch nicht klar erwiesen, wie sehr die Annahme einer solchen Radiation auf die Fundlage zurückzuführen ist, das heißt, dass aus dem frühen Campanium entweder weniger fossile Belege von Sauriern existieren oder diese noch nicht gefunden wurden. Jedenfalls dürfte das Campanium mit seinem fast über den gesamten Erdball verbreiteten heißen Klima und den ausgedehnten Flachmeeren eine hervorragende ökologische Grundlage für die Verbreitung der Dinosaurier und auch anderer Tiere geboten haben. Fest steht, dass während des nachfolgenden Alters, des Maastrichtiums, die Anzahl der Gattungen der Dinosaurier um mindestens 30 % abnahm, bis sie am Ende der Kreidezeit in einem relativ kurzen Zeitraum ausstarben.